# Katastrofa śmigłowca Mi-2 w Sporniaku
Katastrofa śmigłowca Mi-2 w Sporniaku – katastrofa lotnicza, która miała miejsce 23 sierpnia 1992 roku w podlubelskiej wsi Sporniak. W wyniku upadku na ziemię śmigłowca Mi-2 zginęło sześć osób, zaś ranne zostały dwie osoby. Jest to największa katastrofa lotnicza w województwie lubelskim.

## Tło
Śmigłowiec Mi-2 o numerze SP-SXI należał do Zespołu Lotnictwa Sanitarnego w Lublinie i stacjonował na lotnisku w Radawcu Dużym. Jedna z pracownic bufetu przy tym lotnisku, Maria M., chcąc zrobić niespodziankę synowi mającemu grać w kapeli na weselu w Sporniaku, zorganizowała przelot śmigłowcem nad posesją, nad którą odbywało się wesele. W czasie lotu miała zrzucać kwiaty i słodycze na gości.

## Przebieg zdarzenia
W dniu lotu, pilot sanitarnej wersji śmigłowca Mi-2, 46-letni Adam Ch., zabrał siedmiu pasażerów, mimo że na pokładzie znajdowały się jedynie cztery fotele z pasami bezpieczeństwa. Pozostałe osoby usiadły na noszach i podłodze. Po dotarciu do wsi Sporniak, w której odbywało się wesele, śmigłowiec zatoczył kilka kręgów nad domem, a następnie zaczął się powoli zniżać. Maria M. – organizatorka lotu – wychyliła się z okna śmigłowca i zaczęła rzucać na gości wesela kwiaty i słodycze.
W pewnym momencie śmigłowiec zszedł bardzo nisko i słychać było zakłócenia w pracy silnika, po czym zakołysał się i zawadził śmigłem o przewody średniego napięcia. Śmigłowiec uderzył o ziemię i leżąc na prawym boku, zaczął płonąć.

## Akcja ratunkowa
Pierwsze próby pomocy podjęli goście weselni. Część z nich próbowała bezskutecznie ugasić płonący śmigłowiec za pomocą gaśnic samochodowych. Temperatura w pobliżu płonącego śmigłowca uniemożliwiała pomoc uwięzionym w nim pasażerom. Po wybiciu szyby ze środka udało się wyjść pilotowi i jednemu z pasażerów. Pilot po wyjściu oddalił się z miejsca zdarzenia.
Akcję ratunkową utrudniał fakt uszkodzenia przez śmigłowiec linii średniego napięcia, z której zasilane były pompy doprowadzające wodę do wsi. Pożar wkrótce rozprzestrzenił się, powodując spalenie się czterech zaparkowanych w pobliżu samochodów.

## Przyczyny i konsekwencje katastrofy
W wyniku zdarzenia zginęło 6 z 8 osób znajdujących się na pokładzie. Ze wstępnych oględzin lekarskich wynikało, że pasażerowie śmigłowca przeżyli upadek maszyny bez większych obrażeń. Przyczyną zgonu była wysoka temperatura płonącego śmigłowca, co potwierdzało relacje świadków, którzy widzieli uwięzionych we wraku pasażerów, próbujących wydostać się na zewnątrz.
Pilot zbiegły z miejsca zdarzenia został aresztowany dwa dni po katastrofie. Policja zatrzymała też mechanika, który dopuścił śmigłowiec do lotu. Ustalono, że śmigłowiec Mi-2, wyprodukowany w WSK w Świdniku, który uległ katastrofie, był w dobrym stanie technicznym. Sam lot odbył się legalnie – został formalnie zgłoszony, zaś właściciel śmigłowca posiadał koncesję na świadczenie lotów wycieczkowych. Adam Ch., pilot, miał 14-letni staż.
Główna Komisja Wypadków Lotniczych stwierdziła, że pilot podczas popełnił kilka poważnych uchybień: wziął na pokład zbyt dużą liczbę pasażerów, nie dokonał próbnego zawisu oraz leciał zbyt wolno w stosunku do wysokości.
Sąd Wojewódzki w Lublinie skazał pilota na cztery lata więzienia. Pilot stracił również prawo do wykonywania zawodu.